# Новосельський (Новгородська область)
Новосельський (рос. Новосельский) — селище в Старорусському районі Новгородської області Російської Федерації.
Населення становить 698 осіб. Входить до складу муніципального утворення Новосельське сільське поселення.

## Історія
Від 2004 року входить до складу муніципального утворення Новосельське сільське поселення.

## Населення
| 2010 | 2011 |
| ---- | ---- |
| 667  | ↗698 |